# Historieta
Historieta est le nom donné à la bande dessinée dans le monde hispanophone.
À l'origine, le terme historieta signifie récit d'un événement de faible importance. Un auteur d'historieta est appelé un historietista.

## Historietacomme un produit de consommation
À la différence de l'Europe et des États-Unis, en Amérique latine, la bande dessinée est un produit de consommation. Le phénomène d'album est inconnu là-bas. La bande dessinée s'y décline le plus souvent en fascicules de kiosques d'une quarantaine de pages, consacrés à une série. Le rythme de publication est élevé, en général hebdomadaire ou mensuel. Ces magazines, bon marché, souvent au papier de mauvaise qualité sont imprimés en grande quantité (au Mexique, on estime à 200 millions de lectures mensuelles, toutes séries confondues). Ils sont souvent jetés après lecture et ont rarement de la valeur pour un collectionneur.

## Par pays
- Historieta argentine
- Historieta mexicaine
- Bande dessinée espagnole
- Bande dessinée colombienne